# Mistrzostwa Europy w Koszykówce Mężczyzn 1937
Mistrzostwa Europy w koszykówce 1937 – drugie finały Mistrzostw Europy w koszykówce mężczyzn zorganizowane przez FIBA Europe. W zawodach udział wzięło 8 drużyn narodowych zrzeszonych w Międzynarodowej Federacji Koszykówki. Jednym z uczestników turnieju był również  Egipt, dla którego był to jeden z czterech startów w Mistrzostwach Europy. Gospodarzem turnieju był obrońca tytułu –  Łotwa, a spotkania rozgrywano w Rydze.

## Przebieg turnieju

### Runda wstępna
W rundzie wstępnej 8 drużyn zostało podzielonych na dwie grupy po 4 zespoły. W grupach każdy zespół grał po jednym spotkaniu z poszczególnymi przeciwnikami. Dwa najlepsze zespoły z każdej grupy awansowały do półfinałów, a pozostałe dwa grały w rundzie klasyfikacyjnej. Zwycięzca spotkania zdobywał 2 punkty, a przegrany 1 punkt.

#### Grupa A
| Msc | Zespół  | Pkt. | Wygr. | Przegr. | Rz. | Str. | Różnica |
| --- | ------- | ---- | ----- | ------- | --- | ---- | ------- |
| 1   | Litwa   | 6    | 3     | 0       | 63  | 42   | +21     |
| 2   | Włochy  | 5    | 2     | 1       | 52  | 42   | +10     |
| 3   | Estonia | 4    | 1     | 2       | 79  | 65   | +14     |
| 4   | Egipt   | 2    | 0     | 3       | 22  | 67   | -45     |

Bold = game winner
| Włochy  | 30 - 20   | Estonia             |
| Estonia | 44 - 15   | Egipt               |
| Litwa   | 22 - 20   | Włochy              |
| Litwa   | 20 - 15   | Estonia             |
| Litwa   | 21 - 7    | Egipt               |
| Włochy  | 2 - 0(wo) | Egipt (wycofał się) |

#### Grupa B
| Msc | Zespół         | Pkt. | Wygr. | Przegr. | Rz. | Str. | Różnica |
| --- | -------------- | ---- | ----- | ------- | --- | ---- | ------- |
| 1   | Polska         | 5    | 2     | 1       | 84  | 73   | +11     |
| 2   | Francja        | 5    | 2     | 1       | 75  | 69   | +6      |
| 3   | Łotwa          | 5    | 2     | 1       | 95  | 63   | +32     |
| 4   | Czechosłowacja | 2    | 0     | 3       | 49  | 98   | -49     |

| Francja | 26 - 19 | Czechosłowacja |
| Francja | 29 - 24 | Polska         |
| Polska  | 28 - 19 | Czechosłowacja |
| Polska  | 32 - 25 | Łotwa          |
| Łotwa   | 44 - 11 | Czechosłowacja |
| Łotwa   | 26 - 20 | Francja        |

Łotwa została sklasyfikowana na trzecim miejscu z powodu najgorszej różnicy zdobytych punktów w spotkaniach pomiędzy Francją, Polską i Łotwą (bilans Łotwy to -1, Polski +2 i Francja -1) oraz mniejszej ilości zdobytych punktów od Francji w spotkaniach pomiędzy tymi trzema zespołami(Łotwa zdobyła 26 punktów, a Francja 29).

### Runda klasyfikacyjna
Drużyny, które zajęły miejsca 3-4 w swoich grupach w rundzie wstępnej następnie grały w rundzie klasyfikacyjnej o miejsca 5-8 w końcowej klasyfikacji turnieju. 

#### Spotkania o miejsca 5-8
| Estonia | 30 - 20   | Czechosłowacja      |
| Łotwa   | 2 - 0(wo) | Egipt (wycofał się) |

#### Spotkanie o 7 miejsce
| Czechosłowacja | 2 - 0(wo) | Egipt (wycofał się) |

#### Spotkanie o 5 miejsce
| Estonia | 41 - 19 | Łotwa |

### Faza finałowa

#### Półfinały
W meczach półfinałowych spotkały się ze sobą drużyny, które zajęły miejsca 1-2 w swoich grupach. Rywale z tej samej grupy rundy wstępnej nie mogli zagrać ze sobą w półfinale. Zwycięzcy spotkań awansowali do finału, a przegrani wystąpili w meczu o 3 miejsce.
| Włochy | 36 - 32 | Francja |
| Litwa  | 31 - 25 | Polska  |

#### Mecz o trzecie miejsce
| Francja | 27 - 24 | Polska |

#### Finał
| Litwa | 24 - 23 | Włochy |

## Klasyfikacja końcowa zespołów
| Poz. | Drużyna        |
| ---- | -------------- |
|      | Litwa          |
|      | Włochy         |
|      | Francja        |
| 4    | Polska         |
| 5    | Estonia        |
| 6    | Łotwa          |
| 7    | Czechosłowacja |
| 8    | Egipt          |

## Składy drużyn
1. Litwa: Feliksas Kriaučiūnas, Pranas Talzūnas, Stasys Šackus, Juozas Žukas, Leonas Baltrūnas, Zenonas Puzinauskas, Artūras Andrulis, Leopoldas Kepalas, Pranas Mažeika, Česlovas Daukša, Leonas Petrauskas, Eugenijus Nikolskis (Trener: Feliksas Kriaučiūnas)
2. Włochy: Livio Franceschini, Ambrogio Bessi, Galeazzo Dondi, Emilio Giassetti, Giancarlo Marinelli, Camillo Marinone, Sergio Paganella, Mino Pasquini, Michele Pelliccia, Ezio Varisco
3. Francja: Pierre Boel, Robert Cohu, Jacques Flouret, Henri Hell, Edmond Leclère, Henri Lesmayoux, Fernand Prudhomme, Etienne Roland, Eugene Ronner, Marcel Vérot (Trener: Henri Kretzschmar)
4. Polska: Paweł Stok, Michał Czajczyk, Stefan Gendera, Florian Grzechowiak, Zdzisław Kasprzak, Janusz Patrzykont, Andrzej Pluciński, Zbigniew Resich, Zenon Różycki, Jarosław Śmigielski (Trener: Walenty Kłyszejko)